# Amistad Stereo
Amistad Stereo fue una estación radial chilena ubicada en el 91.7 MHz del dial FM en Santiago de Chile y con transmisión a todo el país con su red de repetidoras. Su idea era ser una radio con programación con música tropical, con humor y miscelánea, además de las peticiones musicales.

## Historia
Radio Amistad dio sus primeros pasos en la ciudad de La Serena en 1987, la cual tuvo una explosiva llegada a Santiago y a todo Chile, el 29 de abril de 1997 con su música tropical, que mutó a lo netamente latino en 2001, hasta desaparecer el 20 de diciembre de 2002 para dar paso a la radio informativa W Radio Chile (actualmente ADN Radio Chile).
La emisora además lanzó tres discos compactos con los mejores éxitos de la movida tropical:
- Los Líderes de Amistad I
- Los Líderes de Amistad II
- Los Líderes de Amistad III

Además, también se lanzó en formato VHS, con los mejores videos y actuaciones de los artistas de la movida tropical.
Algunas de sus voces destacadas fueron: Walter Ardiles "El Cocodrilo Dundee", Adriana Carroza, Ernesto Belloni, Marco "Charola" Pizarro, Magaly Acevedo y su hija Zafiro Ayala Acevedo, Mauricio Barrientos, Carlos Sapag, Mario Pesce, Luis Benavente, Miguelo, Diego Luna, Kareen Reyes, Ricardo Ragazzi, Vladimiro Mimica, Pedro Pavlovic, Patricio Alcócer, Carlos Arias, Felipe Camiroaga (también como "El Washington"), Rafael Araneda, Mauricio Flores, Gigi Martin, Felipe Avello, Víctor Gutiérrez, entre otros, que pasaron por los micrófonos de Amistad Stereo.

## Antiguas frecuencias
- 95.3 MHz (Arica), hoy ADN Radio Chile.
- 103.1 MHz (Iquique), hoy ADN Radio Chile.
- 107.1 MHz (Calama), disponible solo para radios comunitarias.
- 88.9 MHz (Antofagasta), hoy ADN Radio Chile.
- 101.7 MHz (Copiapó), hoy ADN Radio Chile.
- 90.3 MHz (Tierra Amarilla), hoy Radio Armonía.
- 89.5 MHz (La Serena/Coquimbo), hoy ADN Radio Chile.
- 98.1 MHz (Ovalle), hoy ADN Radio Chile.
- 99.1 MHz (San Felipe/Los Andes), hoy Radio Armonía.
- 104.5 MHz (Viña del Mar/Valparaíso/Quilpué), hoy FM Dos.
- 91.5 MHz (San Antonio), hoy ADN Radio Chile.
- 104.3 MHz (Isla de Pascua), hoy Los 40.
- 91.7 MHz (Santiago), hoy ADN Radio Chile.
- 106.5 MHz (Melipilla), disponible solo para radios comunitarias.
- 100.3 MHz (Rancagua), hoy Radio Armonía.
- 97.7 MHz (Curicó), hoy ADN Radio Chile.
- 98.1 MHz (Talca), hoy FM Dos.
- 91.3 MHz (Linares), hoy ADN Radio Chile.
- 89.3 MHz (Parral), hoy Radio Ambrosio.
- 98.3 MHz (Cauquenes), hoy ADN Radio Chile.
- 88.7 MHz (Chillán), antes Inicia Radio, hoy Radio Armonía.
- 88.5 MHz (Concepción/Talcahuano), hoy Radio Doña Inés.
- 102.3 MHz (Concepción/Talcahuano), hoy Radio Armonía
- 106.7 MHz (Los Ángeles), hoy Radio La Sabrosita.
- 105.3 MHz (Temuco/Nueva Imperial), no existe.
- 107.1 MHz (Pucón), disponible solo para radios comunitarias.
- 96.7 MHz (Valdivia/Corral), hoy Radio Armonía.
- 89.1 MHz (Osorno), hoy Inicia Radio.
- 88.1 MHz (Puerto Montt), hoy ADN Radio Chile
- 97.9 MHz (Ancud), no existe.
- 97.9 MHz (Castro), hoy Inicia Radio.
- 94.1 MHz (Puerto Aysén), hoy Inicia Radio.
- 105.1 MHz (Coyhaique), hoy ADN Radio Chile.
- 93.5 MHz (Punta Arenas), hoy ADN Radio Chile.